# Frantics
Frantics ist ein vom dänischen Entwicklerstudio NapNok Games exklusiv für die PlayStation 4 entwickeltes Partyspiel für bis zu vier Mitspieler. Das Videospiel unterstützt das PlayLink-System, bei dem nicht der Controller, sondern ein Smartphone oder ein Tabletcomputer mit Android- oder iOS-Betriebssystem als Eingabegerät zur Eingabe genutzt wird. Frantics wurde erstmals auf der Fachmesse Electronic Entertainment Expo 2017 in Los Angeles vorgestellt und erschien am 14. März 2018.

## Voraussetzungen
Neben dem Download oder dem Kauf einer physischen Version des Spiels für die PlayStation 4, ist die Installation einer zusätzlichen App erforderlich, die kostenlos im Google Play Store für Android-Betriebssysteme respektive im App Store für Geräte mit iOS-Betriebssystem zur Verfügung steht. Zudem ist es eine notwendige technische  Voraussetzung, dass sich alle Geräte im selben WLAN-Netz befinden, damit die Kommunikation zwischen der Spielkonsole und den mobilen Geräten ermöglicht wird. Ist eine drahtlose Verbindung nicht gegeben, kann ein Wi-Fi-Hotspot seitens der PlayStation 4 aufgebaut werden, der die Einbindung der Mobilgeräte erlaubt.

## Spielablauf
Es handelt sich bei Frantics um eine Minispielsammlung, bei denen bis zu vier Spieler gegeneinander antreten. Jeder Mitspieler wählt als Avatar eine Cartoon-Figur wie ein Schwein, Huhn, Elch oder einen Hund aus und muss versuchen, die meisten Spiele zu gewinnen, um als Gesamtsieger hervorzugehen. Die Minispiele sind von einem amüsanten Grundton und leben von der Schadenfreude. So gilt es beispielsweise, gemeinsam von einer Klippe zu springen und als Letzter einen mitgeführten Fallschirm zu öffnen. Erschwert wird das Vorhaben, indem eine übergroße stilisierte Dynamit-Stange zwischen den Kontrahenten hin- und hergeworfen wird. Eine andere Herausforderung mit dem Namen King of the Hill besteht darin, auf einer rutschigen Eisfläche Gegner in einen Abgrund zu stoßen, um als letzter Spieler übrig zu bleiben und den Gewinn in Form von Münzen zu erhalten. Moderiert wird die Sammlung aus insgesamt 15 unterschiedlichen Spielen von der Figur des Mr. Fox. Dieser präsentiert nicht nur in einem sarkastischen Ton die Regeln, sondern manipuliert die Mitspieler, in dem er zusätzliche versteckte Aufgaben auf den Bildschirm schickt oder Handicaps verteilt.

## Rezeption
Erste Berichte der Fachpresse, die das Spiel bereits testen konnten, loben die gelungene Umsetzung von Strukturen bekannter Partyspiele, die einfache Steuerung sowie die witzige Moderation durch den Gastgeber Mr. Fox.